# Kallner Berge

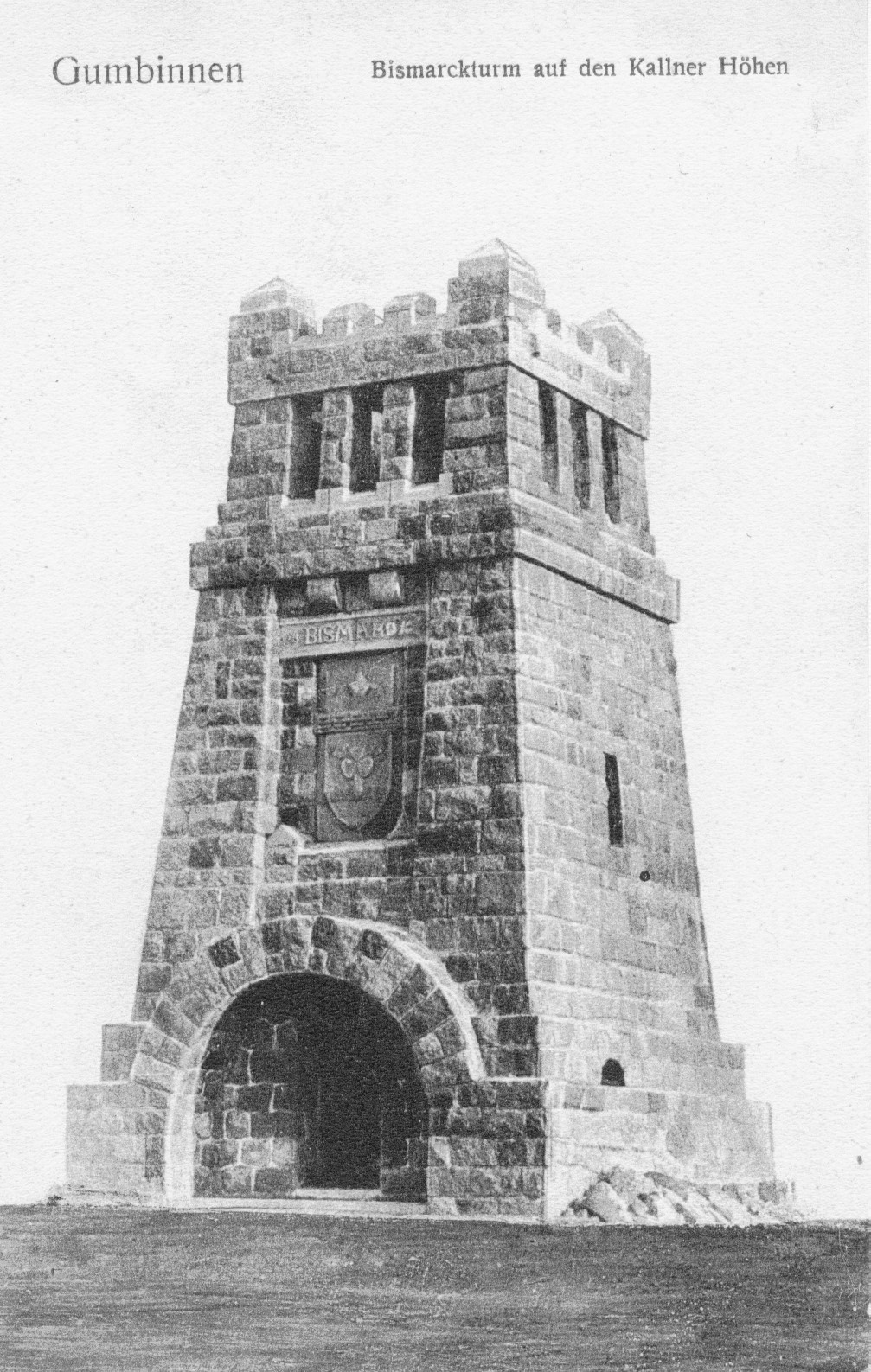
Bismarckturm

Die Kallner Berge oder Kallner Höhen sind Teil einer Endmoräne in der Oblast Kaliningrad. Benannt sind sie nach Kallnen im ehemaligen Kreis Gumbinnen, dem heutigen Rajon Gussew. Von 1938 bis 1946 hieß dieses Kallnen Bismarckshöh, das andere Drachenberg.

## Bismarckturm
In der Gemarkung Kallnen lagen die Kallner Berge mit dem 1903 errichteten Bismarckturm. Er befand sich auf der zweithöchsten Erhebung des Kreises Gumbinnen. Von ihm hatte man eine weite Aussicht, nach Süden bis zu den  Goldaper Bergen. Bei günstiger Witterung konnte man die Doppeltürme der Kirche von  Wirballen erblicken. Nach Norden reichte der Blick in die Ebene weit über Insterburg hinaus. Am 1. April (Bismarcks Geburtstag) und am 21. Juni (Sommersonnenwende) jeden Jahres wurde 1 m3 Holz auf seiner Zinne abgebrannt.
Vom Turm und von den sieben Häusern des Dorfes ist nichts erhalten. Auch die Fundamente wurden ausgegraben.